# Säters distrikt, Dalarna
Säters distrikt är ett distrikt i Säters kommun och Dalarnas län. Distriktet ligger i och omkring Säter i sydöstra Dalarna.

## Tidigare administrativ tillhörighet
Distriktet inrättades 2016 och utgörs av området som Säters stad omfattade till 1971, vari Säters socken uppgick 1952.
Området motsvarar den omfattning Säters församling hade vid årsskiftet 1999/2000 och fick 1952 när stads- och landsförsamlingarna gick samman.

## Tätorter och småorter
I Säters distrikt finns en tätort och en småort.

### Tätorter
- Säter

### Småorter
- Bispberg